# Kuntanase

Kuntanase är en ort i södra Ghana, belägen sydost om Kumasi, några kilometer nordväst om Bosumtwisjön. Den är huvudort för distriktet Bosomtwe, och folkmängden uppgick till 3 583 invånare vid folkräkningen 2010.